# Historiska domsagor i Östergötlands län
Historiska domsagor i Östergötlands län består av domsagor i Östergötlands län före och efter tingsrättsreformen 1971. Domsagorna låg under Göta hovrätt. 
Domsagorna bestod ursprungligen av häradernas tingslag inom vilka motsvarande häradsrätt var verksam. Städerna omfattades inte av häradernas jurisdiktion, utan lydde under de egna rådhusrätterna.

## Domsagor från tiden efter 1971
Dessa var renodlade domkretsar till tingsrätterna:
- Norrköpings domsaga från 1971, namnändrades 1 juli 2018 till Norrköpings domkrets
- Linköpings domsaga från 1971, namnändrades 1 juli 2018 till Linköpings domkrets
- Motala domsaga upphörde 2002, till Linköpings domsaga
- Mjölby domsaga upphörde 2002, till Linköpings domsaga

## Upphörda 1971
- Bråbygdens och Finspånga läns domsaga från 1927. Uppgick i Norrköpings domsaga.
- Hammarkinds, Stegeborgs och Skärkinds domsaga från 1853. Uppgick I Norrköpings domsaga
- Aska, Dals och Bobergs domsaga från 1850. Uppgick i Motala domsaga
- Linköpings domsaga från 1924. Uppgick i Linköpings domsaga
- Folkungabygdens domsaga från 1924. Uppgick i Mjölby domsaga

## Upphörda 1964
- Kinda och Ydre domsaga från 1778. Uppgick i Linköpings domsaga

## Upphörda 1927
- Björkekinds, Östkinds, Lösings, Bråbo och Memmings domsaga från 1795/1849/1853 Uppgick i Bråbygdens och Finspånga läns domsaga
- Finspånga läns domsaga från 1849. Uppgick i Bråbygdens och Finspånga läns domsaga

## Upphörda 1924
- Vifolka, Valkebo och Gullbergs domsaga från 1850. Uppgick i Linköpings domsaga och Folkungabygdens domsaga
- Lysings och Göstrings domsaga från 1850. Uppgick i Folkungabygdens domsaga
- Åkerbo, Bankekinds och Hanekinds domsaga från 1853. Uppgick i Linköpings domsaga

## Upphörda 1849
- Bobergs, Gullbergs, Finspånga läns och Bråbo häraders domsaga från 1680. Uppgick i Finspånga läns domsaga, i Björkekinds, Östkinds, Lösings, Bråbo och Memmings domsaga, i Vifolka, Valkebo och Gullbergs domsaga och i Aska, Dals och Bobergs domsaga

## Upphörda 1795
- Lösings, Björkekind, Östkinds och Hammarkinds häraders domsaga från 1680. Uppgick i  Lösings, Björkekinds och Östkinds häraders domsaga och i Hammarkinds och Stegeborgs skärgårds häraders domsaga.